# Kim Basinger
Kimila Ann Basinger (Athens, Georgia, 1953. december 8. –) Oscar- és Golden Globe-díjas amerikai színésznő.

## Fiatalkora
Édesapja, Don egy kölcsönfolyósítási cég igazgatója, illetve jazz-zenész volt, aki részt vett a normandiai partraszállás hadműveletben. Édesanyja, Ann modell, úszó és színész. Négy testvére van: Mick, Skip, Ashley, Barbara. Családja vegyes összetételű, angol, svéd, ír, német és skót gyökerekkel rendelkezik. Gyerekkorában félénk és agorafóbiás volt, de ennek ellenére színész akart lenni.
Középiskolában tánc- és gimnasztika órákra járt. 16 éves volt, amikor részt vett az Athens Junior Miss versenyén, és meg is nyerte a My Fair Lady egyik betétdalával. Később elnyerte a Junior Miss Georgia címet is és indult a New Yorkban megrendezett nemzeti Junior Miss versenyen is. Itt találkozott a Ford modellügynökség képviselőjével, Eileen Forddal, aki szerződtette. Először visszautasította az ajánlatot, mivel énekelni vagy színészkedni szeretett volna. Később meggondolta magát, és elfogadta a szerződést. Tucatnyi magazin címlapján és több száz hirdetésben jelent meg az 1970-es évek elején, de leginkább a Breck samponokat reklámozó hölgyként volt ismert.

## Pályafutása
1976-ban Los Angelesbe költözött, hogy bekerüljön a film világába. Bár modellkarrierje sikeres volt, nem adta fel álmait, színésziskolába járt és Chelsea művésznéven énekelt New York-i klubokban. Végül sikerült betörnie a televízióba a Charlie angyalai és a The Six Million Dollar Man című sorozatokban játszott epizódszerepeivel. Egy év után megkapta élete első komolyabb szerepét a rövid életű Dog and Cat sorozatban, a LAPD csapat nőtagjaként.
Az NBC Katie: Portrait of a Centrefold tévéfilmjéban nyújtott alakításának köszönhetően megkapta a From Here to Eternity 1980-as remake-jének főszerepét, valamint végre nagyfilmben is játszhatott: az 1981-es Texasi élet című western-drámában. 1981-ben egy Playboy-fotózáson készültek róla meztelen fényképek. Megkapta Domino, egy új Bond-lány szerepét Sean Connery partnereként a Soha ne mondd, hogy soha (1983) című James Bond-filmben és még ebben az évben feltűnt Burt Reynolds oldalán A férfi, aki szerette a nőket című komédiában is.
Egyre több hollywoodi szexszimbólumnak járó szerepet kapott. 1984-ben Robert Redforddal és Glenn Close-zal együtt főszereplője volt az Őstehetség című filmnek, majd 1986-ban a 9 és 1/2 hét című erotikus kasszasikerben játszott Mickey Rourke partnereként, mely híressé tette a színésznőt. 1989-ben eljátszotta Vicky Vale szerepét a hatalmas sikert aratott Batman című szuperhősfilmben, ahol viszonyt kezdett Prince-szel. Azonban az elkövetkezendő hét évre a Batman volt az utolsó mozisikere.
Az 1997-es Szigorúan bizalmas című filmben nyújtott alakításáért Oscar-díjat kapott a legjobb női mellékszereplő kategóriában. 2000-ben mutatták be Áldott a gyermek című misztikus thrillerét. Szintén 2000-ben bemutatott filmje volt az Álom Afrikáról, melyben egy Kenyába költözött európai család afrikai viszontagságait követhetjük nyomon. Aztán jött a 8 mérföld (2002), ahol Eminem édesanyját alakította. 2004-ben a Mobil című thrillerben, tűnt fel megmentésre váró anyukaként. A titkos ajtó című, szintén 2004-es drámában Jeff Bridges melankolikus feleségét alakítja.
A 2010-es években fontosabb filmszerepe volt A sötét ötven árnyalata (2017) című erotikus filmdrámában, melyet a következő évben annak folytatásában, A szabadság ötven árnyalatában is megismételt.

## Magánélete
Miután Ron Snyder-Britton sminkessel 1980-ban kötött házassága 1988-ban felbomlott, háromévnyi együtt járás után 1993. augusztus 19-én hozzáment Alec Baldwinhoz, akivel a Fogd a nőt és fuss! című filmben ismerkedett össze. 1995. október 23-án megszületett lánya, Ireland Eliesse, aki miatt néhány évre visszavonult a filmezéstől. Ez a házasság is zátonyra futott, Alec állítólagos alkoholizmusa és Kim depressziója miatt. 2002. szeptember 3-án váltak el.
A 8 mérföld (2002) forgatása idején hírbe hozták Eminemmel, a film főszereplőjével, de a rapper ezt több alkalommal is tagadta. 2014-ig nem volt újabb nyilvános kapcsolata, amikor is randevúzni kezdett Mitch Stone-nal. Akárcsak Snyder és Peters előtte, Stone is találkozott Basingerrel, miközben egy filmes forgatáson csinálta a frizuráját.
Aktívan harcol az állatok jogaiért a PETA szervezetben.

## Filmográfia

### Film
| Év   | Magyar cím                        | Eredeti cím                 | Szerep                             | Magyar hang      |
| ---- | --------------------------------- | --------------------------- | ---------------------------------- | ---------------- |
| 1981 | Texasi élet                       | Hard Country                | Jodie                              | Tóth Éva         |
| 1982 | Arany és szenvedély               | Mother Lode                 | Andrea Spalding                    | Virághalmy Judit |
| 1983 | Soha ne mondd, hogy soha          | Never Say Never Again       | Domino Petachi                     | Kovács Nóra      |
| 1983 | A férfi, aki szerette a nőket     | The Man Who Loved Women     | Louise Carr                        | Orosz Anna       |
| 1984 | Őstehetség                        | The Natural                 | Memo Paris                         | Udvaros Dorottya |
| 1985 | A szerelem bolondjai              | Fool for Love               | May                                | Kovács Nóra      |
| 1986 | 9 és 1/2 hét                      | 9½ Weeks                    | Elizabeth                          | Györgyi Anna     |
| 1986 | Nincs kegyelem                    | No Mercy                    | Michel Duval                       | Kovács Nóra      |
| 1987 | Nem látni és megszeretni          | Blind Date                  | Nadia Gates                        | Udvaros Dorottya |
| 1987 | Bízzál bennem!                    | Nadine                      | Nadine Hightower                   | Kovács Nóra      |
| 1988 | Marslakó a mostohám               | My Stepmother Is an Alien   | Celeste Martin                     | Bánsági Ildikó   |
| 1988 | Marslakó a mostohám               | My Stepmother Is an Alien   | Celeste Martin                     | Udvaros Dorottya |
| 1989 | Batman                            | Batman                      | Vicki Vale                         | Udvaros Dorottya |
| 1991 | Fogd a nőt és fuss                | The Marrying Man            | Vicki Anderson                     | Kovács Nóra      |
| 1991 | Fogd a nőt és fuss                | The Marrying Man            | Vicki Anderson                     | Bánsági Ildikó   |
| 1992 | Dermesztő szenvedélyek            | Final Analysis              | Heather Evans                      | Kovács Nóra      |
| 1992 | Huncut világ                      | Cool World                  | Holli Would                        | Kocsis Judit     |
| 1993 | A tuti balhé                      | The Real McCoy              | Karen McCoy                        | Kovács Nóra      |
| 1993 | Wayne világa 2.                   | Wayne's World 2             | Honey Horneé                       | Frajt Edit       |
| 1993 | Szökésben                         | The Getaway                 | Carol McCoy                        | Kovács Nóra      |
| 1994 | Pret-a-porter – Divatdiktátorok   | Pret-a-Porter               | Kitty Potter                       | Kovács Nóra      |
| 1997 | Szigorúan bizalmas                | L.A. Confidential           | Lynn Bracken                       | Básti Juli       |
| 2000 | Álom Afrikáról                    | I Dreamed of Africa         | Kuki Gallmann                      | Bánsági Ildikó   |
| 2000 | Áldott a gyermek                  | Bless the Child             | Maggie O'Connor                    | Kovács Nóra      |
| 2002 | Ismerős játékok                   | People I Know               | Victoria Gray                      | Kovács Nóra      |
| 2002 | 8 mérföld                         | 8 Mile                      | Stephanie Smith                    | Tóth Enikő       |
| 2004 | A titkos ajtó                     | The Door in the Floor       | Marion Cole                        | Kovács Nóra      |
| 2004 | Mindörökké Elvis                  | Elvis Has Left the Building | Harmony Jones                      | Orosz Anna       |
| 2004 | Mobil                             | Cellular                    | Jessica Martin                     | Udvaros Dorottya |
| 2006 | A szerencse foglyai               | Even Money                  | Carolyn Carver                     | Fehér Anna       |
| 2006 | A testőr                          | The Sentinel                | Sarah Ballentine                   | Kovács Nóra      |
| 2008 | Megváltás                         | The Burning Plain           | Gina                               | Kovács Nóra      |
| 2008 | Karácsonyi rémálom                | While She Was Out           | Della Myers                        | Orosz Anna       |
| 2008 | Az informátorok                   | The Informers               | Laura Sloan                        | Orosz Anna       |
| 2010 | Charlie St. Cloud halála és élete | Charlie St. Cloud           | Louise St. Cloud                   | Kovács Nóra      |
| 2012 |                                   | Black November              | Kristy                             |                  |
| 2013 | Harmadik fél                      | Third Person                | Elaine                             | Pápai Erika      |
| 2013 | A kiütés                          | Grudge Match                | Sally Rose                         | Kovács Nóra      |
| 2014 | Fuss a jövődért                   | 4 Minute Mile               | Claire Jacobs                      | Vándor Éva       |
| 2014 |                                   | I am Here                   | Maria                              |                  |
| 2016 | Rendes fickók                     | The Nice Guys               | Judith Kuttner                     | Kovács Nóra      |
| 2017 | A sötét ötven árnyalata           | Fifty Shades Darker         | Elena Lincoln                      | Kovács Nóra      |
| 2018 | A szabadság ötven árnyalata       | Fifty Shades Freed          | Elena Lincoln (vágatlan verzióban) |                  |
| 2021 |                                   | Back Home Again (rövidfilm) | anyamedve (hangja)                 |                  |

### Televízió

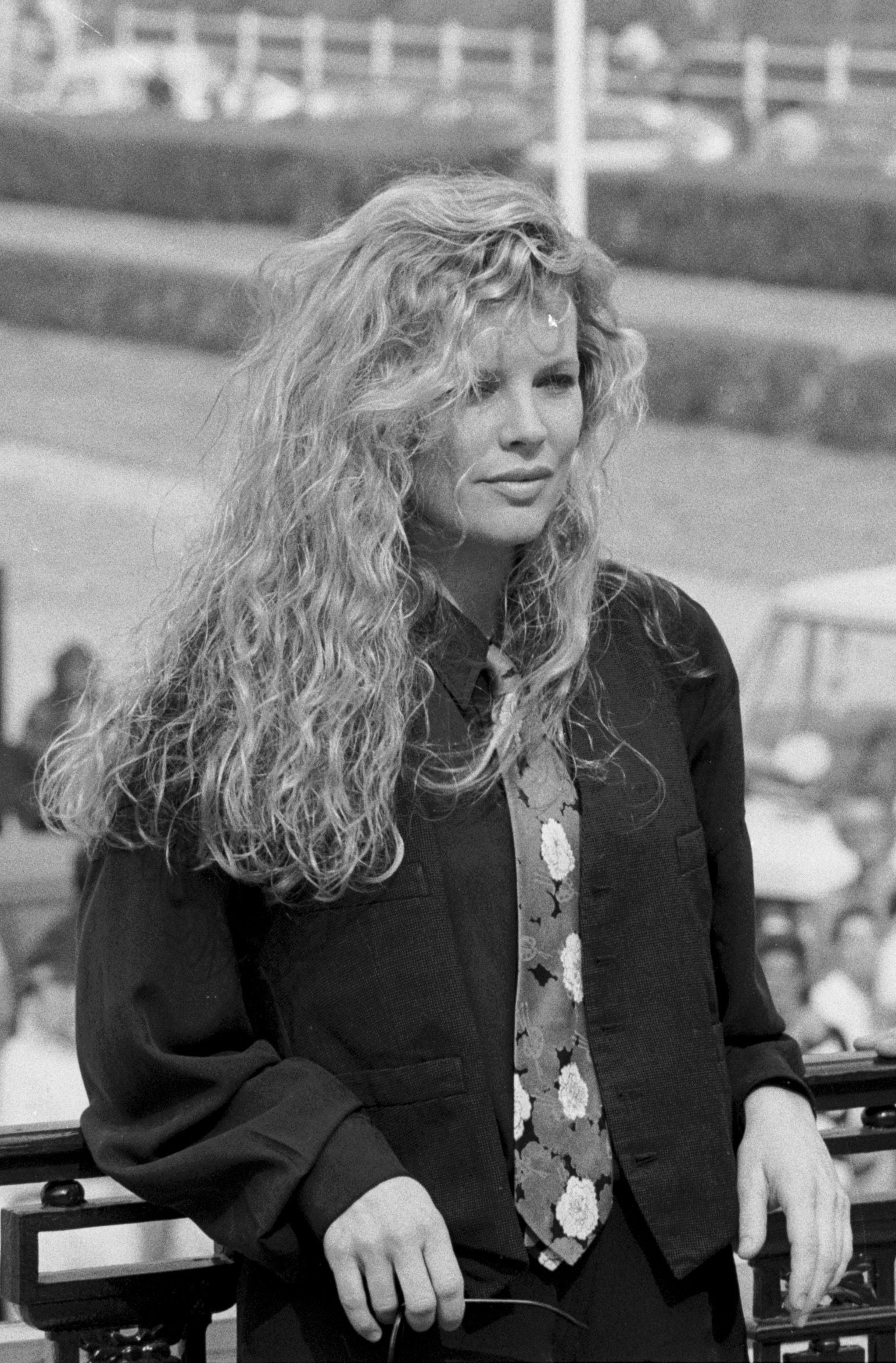
1989-ben

| Év   | Magyar cím          | Eredeti cím                     | Szerep               | Megjegyzések                             |
| ---- | ------------------- | ------------------------------- | -------------------- | ---------------------------------------- |
| 1976 |                     | Gemini Man                      | Sheila               | 1 epizód                                 |
| 1976 | Charlie angyalai    | Charlie's Angels                | Linda Oliver         | 1 epizód                                 |
| 1977 |                     | McMillan & Wife                 | Janet Carney         | 1 epizód                                 |
| 1977 |                     | The Six Million Dollar Man      | Lorraine Stenger     | 1 epizód                                 |
| 1977 | Kutya és macska     | Dog and Cat                     | J.Z. Kane rendőr     | - tévéfilm - magyar hangja: - Básti Juli |
| 1978 |                     | The Ghost of Flight 401         | Prissy Frasier       | tévéfilm                                 |
| 1978 |                     | Katie: Portrait of a Centerfold | Katie McEvera        | tévéfilm                                 |
| 1978 |                     | Vega$                           | Allison Jorden       | 1 epizód                                 |
| 1979 | Most és mindörökké  | From Here to Eternity           | Lorene Rogers        | minisorozat                              |
| 1980 | Most és mindörökké  | From Here to Eternity           | Lorene Rogers        | televíziós sorozat (11 epizód)           |
| 1981 |                     | Killjoy                         | Laury Medford        | tévéfilm                                 |
| 1998 | A Simpson család    | The Simpsons                    | önmaga (hangja)      | 1 epizód                                 |
| 2006 | Szerelmes szerzetes | The Mermaid Chair               | Jessie Sullivan      | tévéfilm                                 |
| 2017 | Nyomozó elvtárs     | Comrade Detective               | Sally Smith (hangja) | 1 epizód                                 |

### Videóklipek
| Év   | Előadó                                            | Cím                    |
| ---- | ------------------------------------------------- | ---------------------- |
| 1992 | Was (Not Was) feat. Kim Basinger és Ozzy Osbourne | Shake Your Head        |
| 1993 | Tom Petty and the Heartbreakers                   | Mary Jane's Last Dance |

## Fontosabb díjak és jelölések
| Év      | Díj                     | Kategória                               | Jelölt mű               | Eredmény |
| ------- | ----------------------- | --------------------------------------- | ----------------------- | -------- |
| 1984    | Golden Globe-díj        | Legjobb női mellékszereplő              | Őstehetség              | Jelölve  |
| 1986    | Arany Málna díj         | Legrosszabb női főszereplő              | 9 és 1/2 hét            | Jelölve  |
| 1988    | Szaturnusz-díj          | Legjobb női főszereplő                  | Marslakó a mostohám     | Jelölve  |
| 1989/90 | Szaturnusz-díj          | Legjobb női mellékszereplő              | Batman                  | Jelölve  |
| 1991    | Arany Málna díj         | Legrosszabb női főszereplő              | Fogd a nőt és fuss      | Jelölve  |
| 1992    | Arany Málna díj         | Legrosszabb női főszereplő              | Huncut világ            | Jelölve  |
| 1992    | Arany Málna díj         | Legrosszabb női főszereplő              | Dermesztő szenvedélyek  | Jelölve  |
| 1992    | Hollywood Walk of Fame  | –                                       | –                       | Elnyerte |
| 1992    | MTV Movie Awards        | Legkívánatosabb színésznő               | Dermesztő szenvedélyek  | Jelölve  |
| 1993    | MTV Movie Awards        | Legkívánatosabb színésznő               | Huncut világ            | Jelölve  |
| 1994    | MTV Movie Awards        | Legkívánatosabb színésznő               | Szökésben               | Jelölve  |
| 1994    | MTV Movie Awards        | Legjobb csók (Dana Carveyval megosztva) | Wayne világa 2.         | Jelölve  |
| 1994    | Arany Málna díj         | Legrosszabb női főszereplő              | Szökésben               | Jelölve  |
| 1997    | Oscar-díj               | Legjobb női mellékszereplő              | Szigorúan bizalmas      | Elnyerte |
| 1997    | Golden Globe-díj        | Legjobb női mellékszereplő              | Szigorúan bizalmas      | Elnyerte |
| 1997    | Screen Actors Guild-díj | Legjobb női mellékszereplő              | Szigorúan bizalmas      | Elnyerte |
| 1997    | Screen Actors Guild-díj | Legjobb szereplőgárda (mozifilm)        | Szigorúan bizalmas      | Jelölve  |
| 1997    | BAFTA-díj               | Legjobb női főszereplő                  | Szigorúan bizalmas      | Jelölve  |
| 2000    | Arany Málna díj         | Legrosszabb női főszereplő              | Álom Afrikáról          | Jelölve  |
| 2000    | Arany Málna díj         | Legrosszabb női főszereplő              | Áldott a gyermek        | Jelölve  |
| 2004    | Arany Málna díj         | Az első 25 év legrosszabb vesztese      | önmaga                  | Jelölve  |
| 2004    | Szaturnusz-díj          | Legjobb női mellékszereplő              | Mobil                   | Jelölve  |
| 2017    | Arany Málna díj         | Legrosszabb női mellékszereplő          | A sötét ötven árnyalata | Elnyerte |

## Fordítás
- Ez a szócikk részben vagy egészben  a   Kim Basinger című angol Wikipédia-szócikk fordításán alapul.  Az eredeti cikk szerkesztőit annak laptörténete sorolja fel. Ez a jelzés csupán a megfogalmazás eredetét és a szerzői jogokat jelzi, nem szolgál a cikkben szereplő információk forrásmegjelöléseként.